# زياد العونلي
زياد العونلي (13 أبريل 1994)، هو لاعب كرة قدم تونسي يلعب لالهلال الشابي .
لعب لأندية الترجي والترجي الجريسي والملعب التونسي والبنزرتي و الهلال الشابي و احترف في السعودية نادي الباطن ونادي الكوكب ونادي الطائي ونادي البكيرية .

## روابط خارجية
- زياد العونلي على موقع قاعدة بيانات كرة القدم.إي يو (الإنجليزية)
- زياد العونلي على موقع GSA (الإنجليزية)